# Orkino
Orkino (en rus: Оркино) és un poble de l'óblast de Saràtov, a Rússia, segons el cens del 2010 tenia 729 habitants. Pertany al districte municipal de Petrovsk.